# Street-level bureaucracy

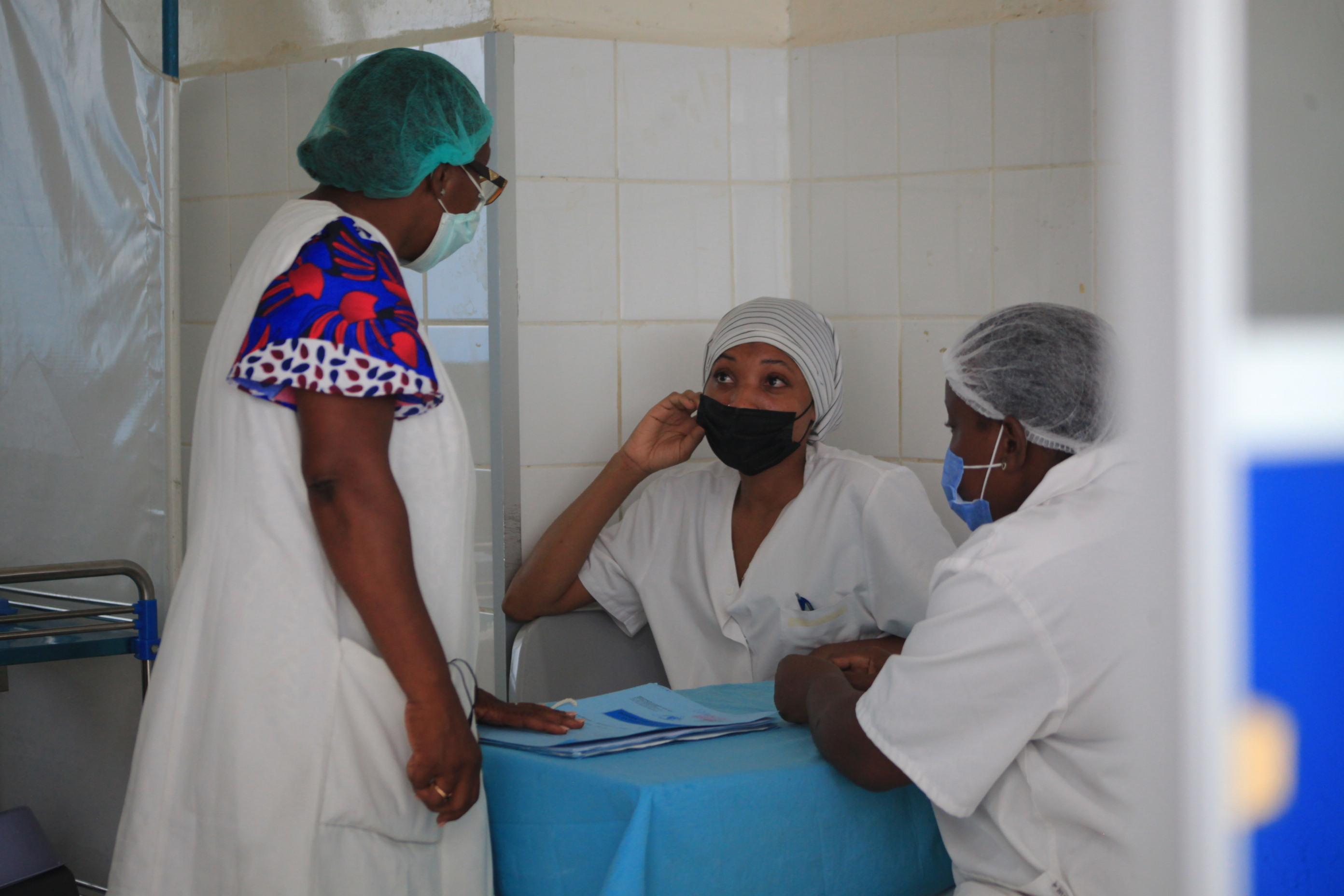
Trois infirmières travaillant à l'hôpital de Douala au Cameroun pendant l'épidémie de COVID-19.

La Street-level bureaucracy désigne l’ensemble des fonctionnaires d’agences et d'administrations étatiques offrant des services directs à des usagers (par exemple une mairie ou une école). Son analyse découle d’une théorie des sciences sociales, rattachée aux études sur l’administration publique, qui a été développée et popularisée par le sociologue américain Michael Lipsky. Elle tend à expliquer les différents mécanismes d’application des politiques publiques par les fonctionnaires de première ligne « les street-level bureaucrats » (SLB) qui ont un contact quotidien avec les clientèles des services publics.
Quelques exemples de SLB: 
- Une policière en patrouille, elle est en contact direct avec le citoyen car elle entretient un dialogue avec celui-ci, elle est chargée de l’application des lois et sanctionne le citoyen quand celui-ci est en contravention avec la loi (par la remise d’un constat d’infraction ou d’une arrestation par exemple).
- Un professeur d’école donne un enseignement à ses élèves. Il est un SLB pour la raison qu’il est en contact direct avec les usagers (les élèves), mais aussi avec leurs parents. Il est chargé d’appliquer les programmes d’éducation prévus par l’autorité compétente (par exemple le Ministère de l'Éducation au Québec).
- Une travailleuse sociale interagit avec des familles en situation de pauvreté, elle essaie de trouver des solutions à leurs problèmes sociaux. Elle travaille pour des organismes communautaires, des centres jeunesse, des municipalités ou des pénitenciers.
- Un agent d’immigration est présent à un point d’entrée, il s’assure de contrôler la conformité des documents d’identités des personnes voulant se rendre sur le territoire national. Il travaille principalement dans les aéroports, le long de la frontière terrestre et dans les ports.

## Origines et évolutions du concept
Lipsky part du constat fait par plusieurs chercheurs et chercheuses en science politique qu’il est difficile d’évaluer le degré d’application des politiques publiques. Il prend l’exemple du point de vue des SLB, qui est selon lui le meilleur angle d’analyse étant donné que ces fonctionnaires sont directement en contact avec le public.
Dans sa recherche Toward a theory of street-level bureaucracy publiée en 1969, Lipsky pose les premiers postulats de son approche des SLB et plaide en faveur de la création d’une théorie entourant les SLB. Il présente ses arguments en faveur d’une analyse portée du point de vue des SLB à l'aide de trois cas d’étude de SLB aux États-Unis : les policiers, les professeurs et les juges des tribunaux régionaux ou provinciaux. Cette première recherche marquera le point de départ des études sur les SLB.
En 1980, Lipsky publie l'édition complète de ses recherches sur les SLB, Street-Level Bureaucracy: Dilemmas of the Individual in Public Services, qui devient l’ouvrage de référence pour les études portant sur les SLB. « Idéalement, et étant donné leur formation, les [SLB] devraient répondre aux besoins ou aux caractéristiques individuels des personnes qu'ils servent ou auxquelles ils sont confrontés. En pratique, ils doivent traiter les clients collectivement, car les exigences du travail interdisent les réponses individualisées,.»
La conceptualisation du fonctionnaire de première ligne comme étant au cœur de l’analyse des politiques publiques remet en cause l’approche traditionnelle "top-down" (de haut en bas) de la prise de décision. Selon Paul Sabatier, les décideurs publics au sommet de la hiérarchie organisationnelle (top) ont tendance à éclipser les mécanismes et stratagèmes mis en place par les SLB (down) pour mettre en œuvre les politiques publiques.
En France, les études portant sur les SLB se sont développées peu après le début des années 1990 pour deux raisons : l’essor des techniques du Nouveau management public (NMP) dans l’organisation de l’administration française, ainsi que la recherche de satisfaction et de rétroaction sur les services publics proposés à la population de la part de l’administration.
Pour l’anniversaire des 30 ans de la publication de son ouvrage à succès, Lipsky publie une nouvelle édition réadaptée en 2010. Cette édition vise à réactualiser les apports précédents et les mettre à jour, il évoque notamment l’évolution de la discipline de science politique et les nouveaux défis auxquels sont assujettis les SLB. Par exemple, il fait référence aux enjeux raciaux, à l’immigration, au fait que les effectifs de police et de professeurs ont doublés entre 1970 et 2010 aux États-Unis. Il conclut son livre de la manière suivante : « C'est le défi actuel pour les défenseurs de ces services publics : comment trouver un équilibre entre le respect de la rencontre individuelle qui est au cœur de la prestation de services au niveau de la rue, et en même temps négocier les questions plus vastes d'efficacité, de maintien de revenus adéquats, et de témoignage du rôle critique de ces systèmes publics dans la vie civique,.»
En 2012, Gregory Marston et Catherine McDonald, chercheur et chercheuse à l'Université de Queensland en Australie, suggèrent que les travailleurs sociaux soient pleinement intégrés au concept de SLB. Les auteurs justifient leurs arguments par le fait que les travailleurs sociaux agissent dans la mise en œuvre des politiques publiques, et que la professionnalisation du travail social a été largement empêchée par l’essor du NMP et par extension du néolibéralisme.

## Le pouvoir discrétionnaire, prérogative majeure des SLB
Le pouvoir discrétionnaire est au cœur de l’analyse des SLB, il « désigne en droit le pouvoir reconnu de l’administration d’agir en se fondant sur sa propre appréciation, au-delà donc d’une simple application des règles, mais en restant néanmoins dans un cadre légal. » C’est l'un des principes les plus discutés dans la littérature relative aux SLB, du fait de son caractère d’appréciation assez large.
Lipsky affirme que le pouvoir discrétionnaire détenu par les SLB est un élément fondamental dans le cadre de leur travail et qu'il serait difficile de le leur retirer. Il évoque trois principales raisons pour justifier son positionnement.
1. Les SLB travaillent dans des situations qui ne peuvent être résolues par des procédures préétablies. Le risque est que les fonctionnaires de première ligne ne souhaitent plus travailler dans des situations difficiles ou dangereuses par peur de s’éloigner des procédures établies et risquer des sanctions.
2. Il est important de prendre en compte les dimensions humaines dans chaque situation rencontrée par la SLB. Les cas étant variés et différents, il est essentiel de faire appel à un jugement basé sur une observation afin de ne pas rendre des décisions uniformisées.
3. Le pouvoir discrétionnaire contribue à la reconnaissance de la diversité des usagers au sein d'un système bureaucratique d’État-providence, où les services rendus doivent être personnalisés et adaptés aux situations. Ce qui permet d’accroître la perception de confiance entre travailleurs de première ligne et usagers.

## Caractéristiques et obstacles communs à l’ensemble des SLB
Originellement, Lipsky affirme lors de sa première recherche que les SLB rencontrent trois obstacles majeurs dans la conduite de leur travail : des ressources inadaptées ; l’existence de menace physique et psychologique ; détenteurs de rôles ambigus, voire contradictoires avec des objectifs inatteignables. Depuis la théorie a évolué et plusieurs autres auteurs ont identifié de nouveaux obstacles communs à l’ensemble des SLB.
Les SLB, en tant que représentants de la conduite de l’action publique d’un gouvernement, sont également les agents qui fournissent aux citoyens les différentes aides et programmes d’assistances proposés par l’État. Leur rôle repose donc en grande partie sur le caractère discrétionnaire de leurs décisions.

### Ressources inadaptées ou manquantes
Pour Lipsky, les fonctionnaires (qui ne sont pas en contact avec les clientèles) et les SLB ne disposent pas du même niveau de ressource et n’ont pas la même charge de travail. Du point de vue de la fréquence et de la charge de travail, les décideurs ne sont pas soumis aux mêmes cadences de travail que les SBL, qui doivent agir rapidement sur une multitude de cas complexes. Une allocation des ressources rigoureuse pour les SLB est nécessaire pour qu'ils puissent parvenir à accomplir l’ensemble de leurs missions. Quelques situations problématiques sont relevées par Lipsky pour détailler la rareté de la ressource.
- Les juges de tribunaux locaux sont souvent en proie avec de nombreux dossiers, ce qui se traduit par une longue attente pour les usagers dans l’attente d’une décision de justice.
- Les professeurs d’école évoluent la plupart du temps dans des salles de classe surchargées, ce qui limite la possibilité de donner une attention particulière à chaque élève pris en charge.
- Les policiers sont soumis à la contrainte du temps pour agir et régler des affaires complexes.

L’absence de ressources adéquates nécessaires dans le cadre du travail du SLB peut l’amener à se réadapter dans sa manière de fonctionner, notamment par le recours de façon plus marquée au pouvoir discrétionnaire.
Les SLB sont pour la plupart issus de la classe moyenne, de formations spécifiques sur les dossiers qu’ils traitent et ne viennent pas forcément de la juridiction où ils opèrent. Ce qui peut représenter un obstacle dans la compréhension des cas où des décisions doivent être déterminées. De plus, les promotions d'échelons des SBL sont souvent déterminées au mérite, sans regard à l’historique d’emploi du fonctionnaire.  

### Corruption

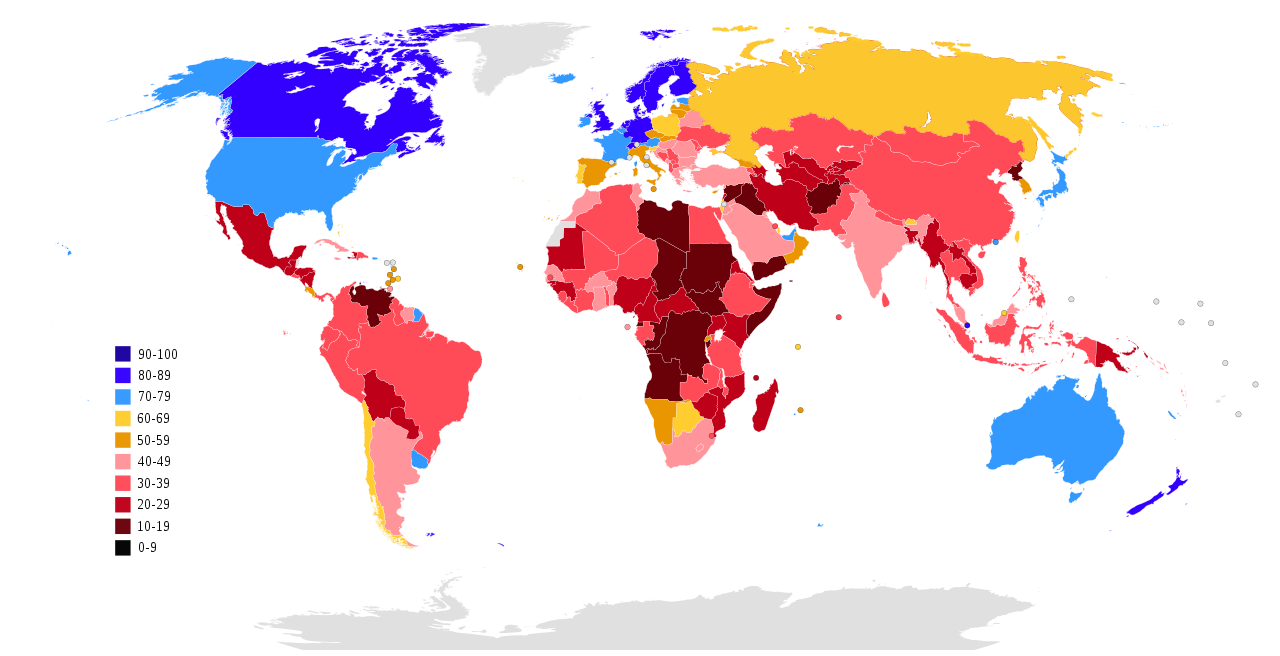
Indice de perception de la corruption en 2019, selon Transparency Watch

La corruption est une atteinte aux règles de déontologie fixées par les lois d’un État et des règlements des administrations.
Au Canada par exemple, les fonctionnaires (de première ligne ou non) sont visés par le Code de valeurs et d'éthique du secteur public. Plusieurs articles prescrivent l’obligation d’intégrité et la prévention de situations problématiques comme les conflits d’intérêts et la discrimination des clientèles.
Par exemple, un SLB acceptant une contrepartie financière ou monnayable d’un usager, pour accélérer le traitement de son dossier par l’administration, constitue un cas de corruption. Un autre exemple pourrait être de proposer un pot-de-vin à un agent d’immigration, dans le but d’obtenir un statut de résidence légale ou de l’obtention de levées de restrictions sur son statut de résidence.
William Miller, professeur à l’Université de Glasgow au Royaume-Uni, a produit une recherche sur les recours à la corruption dans quatre pays d’ex-URSS (Tchéquie, Slovaquie, Bulgarie et Ukraine) portant sur près de 6,000 entrevues réalisées sur les populations, dont 1,300 venant de SLB. Le but de la recherche était de tester si les citoyens et les SLB étaient sujets à être corruptibles ou corrompus en dépit de leurs valeurs internes. Il ressort de l’enquête que les sondés sont largement contre la corruption, mais qu’ils demeurent contraints par des « pressions externes »,. Par exemple lorsqu’un officiel propose un traitement de faveur pour le dossier d’un usager en l’échange d’un pot-de-vin, celui-ci se retrouve dans une posture où il tend à accepter sous la pression de l’extorsion (par peur de ne pas faire accélérer son dossier ou de répondre négativement à la proposition de l’officiel). En revanche l’inverse peut également arriver, l’officiel peut aussi être tenté d’accepter un pot-de-vin. L’auteur conclut qu’il est important de changer de paradigme sur le fait que les citoyens comme les officiels ne sont pas forcément corrompus, mais sont plutôt corruptibles.

### Menaces physiques et psychologiques
```
        Dans la théorie originelle de Lipsky, les policiers sont beaucoup plus touchés que les professeurs ou les juges sur ce point. C’est-à-dire qu’un fonctionnaire de première ligne peut rencontrer au cours de sa mission de service public des situations où il peut subir des atteintes à son intégrité physique et/ou psychologique
[
8
]
.
```

```
        Par exemple, lors d’un contrôle routier effectué par un agent de police, d’une perquisition ou d’une arrestation, il se peut qu’un usager se montre violent et agressif envers un agent et provoque des sévices physiques ou psychologiques sur le SLB.
```

## Exemples d’analyse empirique des SLB

### Cas des fouilles «aléatoires» des policiers français

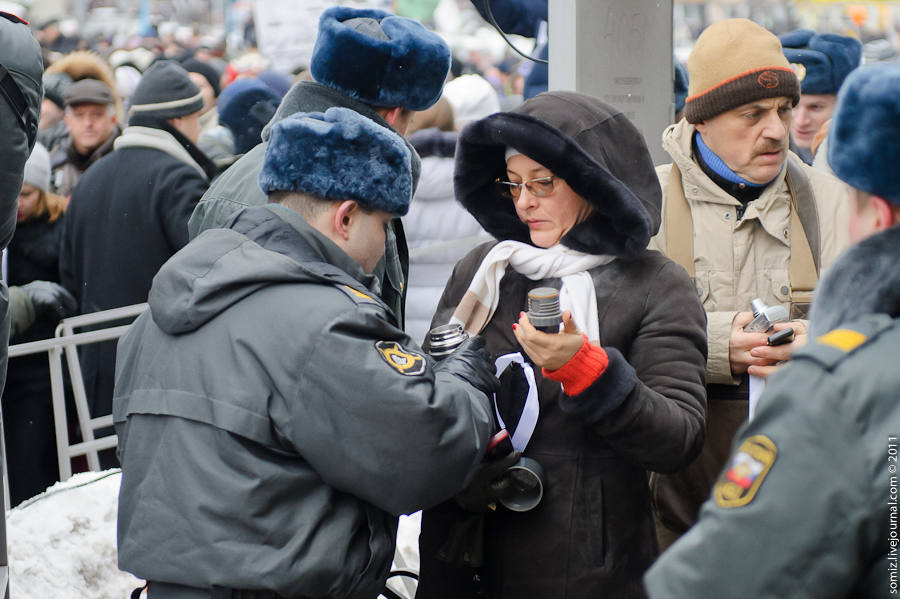
Un policier moscovite procédant à une fouille.

Jacques de Maillard et Mathieu Zagrodzki, chercheurs au Centre de recherches Sociologiques sur le Droit et les Institutions Pénales en France, ont étudié le pouvoir discrétionnaire des policiers français de deux villes métropolitaines, en s’intéressant aux méthodes d’interpellation et de fouilles basées sur le pouvoir discrétionnaire. Il en résulte que, selon les chercheurs, beaucoup de fouilles sont réalisées et qu’elles ne sont pas tout le temps nécessaires. Cela peut engendrer de la défiance à l’égard des forces de police du fait de la proximité entre les contrôles pour certains groupes de minorités visibles. Les chercheurs concluent que les fouilles intempestives des policiers français servent principalement à détecter un crime ou un délit, « s’approprier » des territoires et surtout réaffirmer l’autorité policière sur les interpellés.

### Cas de l’administration de la migration suisse

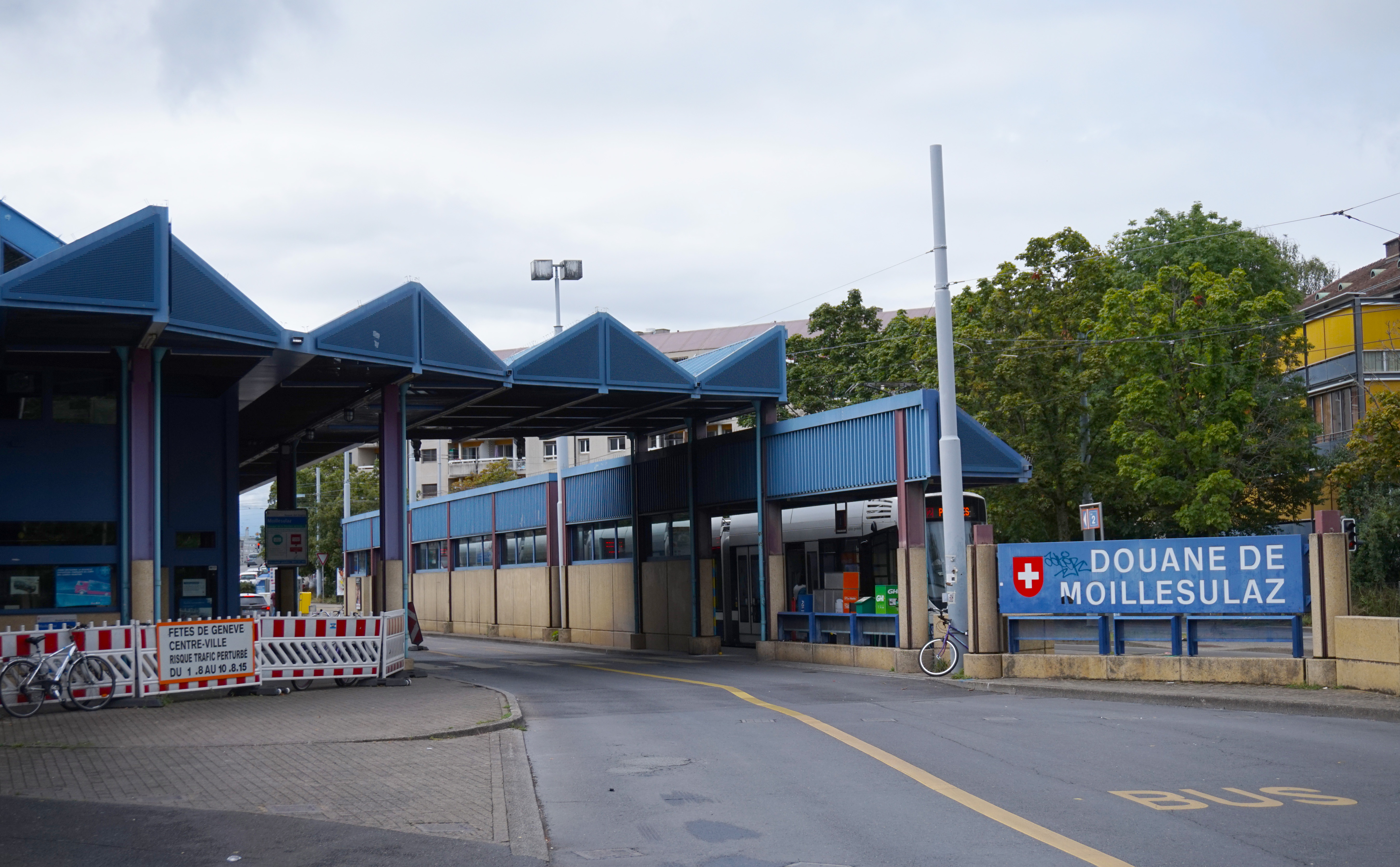
Un poste frontalier marquant la frontière entre la Suisse et la France.

Christin Achermann, professeure-chercheuse à l’Université de Neuchâtel, s’est intéressée à l’étude du rôle des SLB dans les administrations des migrations en Suisse. Dans le cadre de son travail, l’agent de migration réalise la plupart de ses missions en se basant sur le pouvoir discrétionnaire, c’est-à-dire qu’il prend des décisions individualisées en fonction du droit et de circonstances atténuantes (comme la perception par exemple). Cependant, l’auteure prend compte que les agents doivent éloigner du territoire national suisse tout individu pouvant représenter une « menace pour l’intérêt national ou l’intérêt public». Ces directives découlent de la création des administrations fédérales de migration qui datent de plus de 100 ans.
Pour les agents, il est difficile de distinguer et de définir clairement ce qu’est une atteinte à l’intérêt national ou public. La clientèle des agents des migrations suisses est différente de la clientèle « classique » des administrations suisses, il s’agit généralement de personnes non citoyennes et/ou non-résidentes de Suisse. Il peut s’avérer difficile pour ces personnes de connaître leurs droits, car elles ne sont pas familières pour la plupart à leur arrivée avec les us et coutumes suisses, ne maîtrisent pas nécessairement l’une des langues officielles, etc. Le pouvoir discrétionnaire de l’agent de migration joue donc un rôle important dans ces situations.

### Cas de la numérisation des services rendus aux usagers par l’administration norvégienne

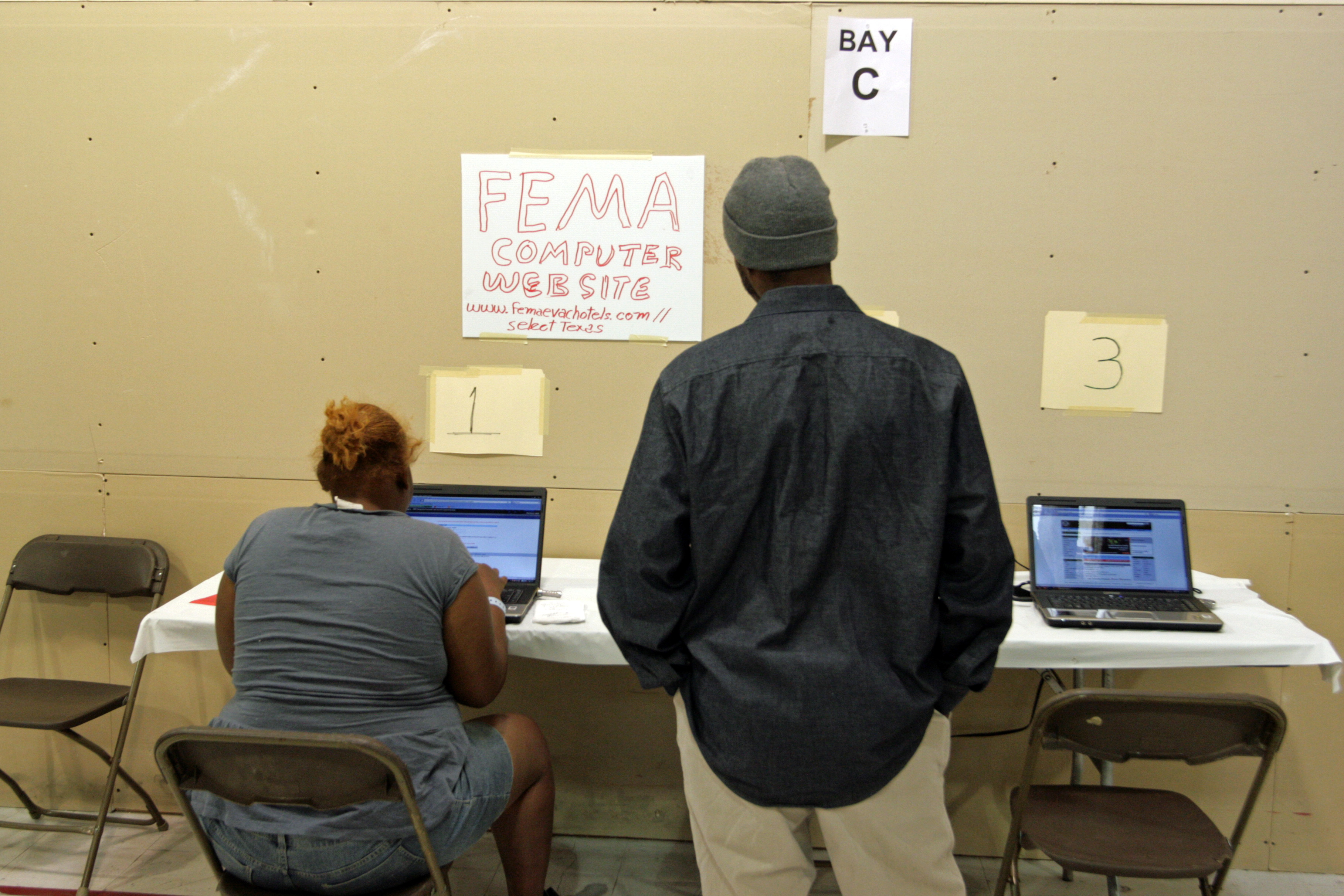
Un fonctionnaire américain aide une usagère à demander une aide financière au Texas.

Hans-Tore Hansen, Kjetil Lundberg et Kjetil Lundberg, chercheuses à l’Université de Bergen en Norvège, se sont intéressées à la numérisation des services fournis par l’Organisation norvégienne du travail et des prestations sociales (Norwegian Labour and Welfare Organization – NAV) et de son impact sur l’expérience des usagers. Le but de la recherche était de déterminer les impacts des nouvelles technologies sur la relation entre les SLB et les usagers, du point de vue de l’expérience client. Les chercheuses observent que l’utilisation des nouvelles technologies est appréciée par la clientèle puisqu’elle facilite leurs échanges avec l’organisation, les sites internet sont opérationnels 24h sur 24h et il est généralement possible de réaliser les opérations les plus courantes en ligne. Les situations de rencontre en face à face avec un SLB sont réservées en cas d’éléments complexes qui ne peuvent pas être traités par un canal digital. Les relations avec l’administration évoluent pour le public et celui-ci peut demander des comptes plus facilement sur sa situation. Pour l’administration, il s'agit d'un moyen organisationnel inédit, qui permet un suivi plus transparent des dossiers et des situations des individus.